# Kołpin-Ogrodniki
Kołpin-Ogrodniki (do 1 stycznia 2007 Kołpin) – wieś w Polsce położona w województwie lubelskim, w powiecie bialskim, w gminie Terespol.
W latach 1975–1998 miejscowość administracyjnie należała do województwa bialskopodlaskiego. 
Wieś jest sołectwem w gminie Terespol. Według Narodowego Spisu Powszechnego z roku 2011 wieś liczyła 37 mieszkańców i była 25. co do wielkości miejscowością gminy.

## Wspólnoty wyznaniowe
We wsi znajduje się prawosławna cerkiew Podwyższenia Krzyża Pańskiego, będąca siedzibą miejscowej parafii. W miejscowości znajduje się także cmentarz unicki, następnie prawosławny z zabytkowymi XIX-wiecznymi nagrobkami.
Wierni Kościoła rzymskokatolickiego należą do parafii Świętej Trójcy w Terespolu.